# Творчество (группа)

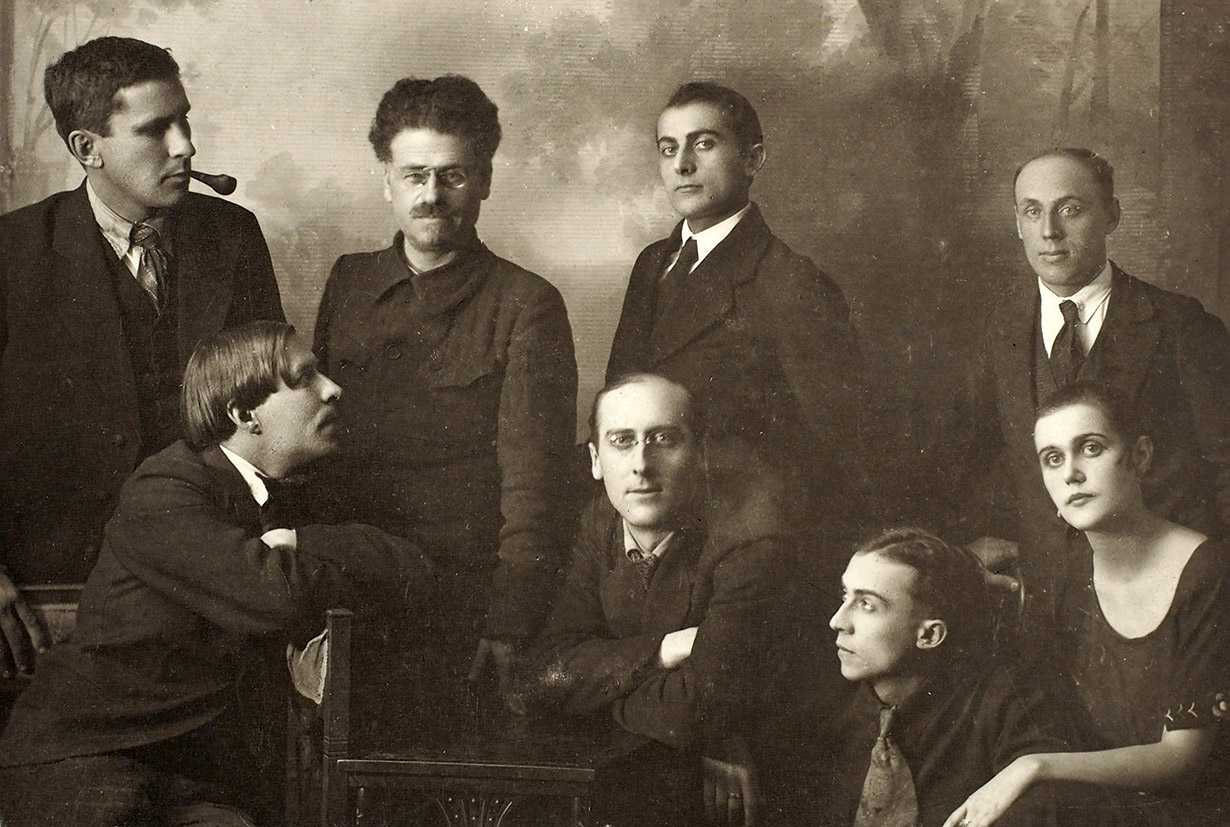
Члены группы «Творчество» в Чите, 1922 год. Слева направо в верхнем ряду — Пальмов, Чужак, Аветов, Незнамов, в нижнем ряду — Асеев, Третьяков, Силлов, Петровская

«Тво́рчество» — футуристическая литературно-художественная группа, действовавшая во Владивостоке и Чите в 1919—1922 годах.

## История
Группа стала складываться в 1919 году во Владивостоке. Её участниками стали писатели и поэты Николай Асеев, Сергей Третьяков, Николай Чужак, Ольга Петровская, Владимир Силлов, Пётр Незнамов, художники Виктор Пальмов и Михаил Аветов. По словам Петровской, «участников группы объединяла общность литературных вкусов и большая работа по пропаганде творчества Маяковского, Блока, Пушкина, Хлебникова, Пастернака».
Они объединились вокруг журнала «Творчество», который с июня 1920 года издавался во Владивостоке по инициативе Приморского краевого комитета РКП(б). Его редактором был Чужак. Журнал печатал статьи Владимира Ленина, рассказывал о злодеяниях японских интервентов на Дальнем Востоке, в том числе об убийстве Сергея Лазо.
В связи с образованием Дальневосточной республики в 1921 году члены группы перебрались в Читу. Здесь в январе 1922 года группа оформилась организационно, установила связь с Советской Россией.
«Творчество» пропагандировало в Чите новое искусство, проводя массовые лекции в самом большом помещении города — зале Учредительного собрания. В 1921 году здесь, как и ранее во Владивостоке, группа создала Дальневосточные мастерские Искусствостроения («Искусстварь» — от слов «искусство» и «творить»), целью которых была пропаганда нового искусства. Здесь работали секции, проводились выступления, выставки, конкурсы. Значимым направлением работы была пропаганда творчества Владимира Маяковского — его произведения публиковались в журнале «Творчество», а в декабре 1921 года Асеев поставил трагедию «Владимир Маяковский» с Третьяковым в главной роли, имевшую большой успех. Группа состояла в хороших отношениях с государственным институтом народного образования, консерваторией, театром в Чите.
Художники «Творчества» занимались в основном прикладным искусством созданием плакатов, оформлением митингов, траурных мероприятий, спектаклей.
Собрания «Творчества» проходили дома у Виктора Пальмова. Здесь участники разрабатывали теорию нового искусства, читали и обсуждали языковедческие работы представителей ОПОЯЗа — Виктора Шкловского, Юрия Тынянова, Бориса Эйхенбаума.
За время существования «Творчество» издало ряд книг. В 1921 в Чите вышел публицистический сборник «Неравнодушные строки», посвящённый памяти Сергея Лазо и других жертв японских интервентов и белогвардейцев. При «Творчестве» было создано издательство «Птач», названное по первым буквам фамилий участников группы — Пальмова, Третьякова, Асеева и Чужака. В «Птаче» опубликовали сборник «Сибирский мотив в поэзии», в который вошли стихи Давида Бурлюка и Сергея Третьякова, литературоведческие статьи Николая Чужака и Николая Асеева, а также сборник стихов Третьякова «Ясныш» и сборники статей Чужака «К диалектике искусства» и «На больные темы». Кроме того, под эгидой «Творчества» выходили поэтические сборники «Пёстрые щупальца», «Слова и пятна», «Художественные арабески», «Первое мая», «Цветостепь», сатирический журнал «Дуболом».
В августе 1922 года группа «Творчество» перебралась в Москву вслед за уехавшим в январе Асеевым, которого пригласил в столицу нарком просвещения Анатолий Луначарский. Позже почти в полном составе участники «Творчества» вошли в «Левый фронт искусств», лидером которого был Маяковский.

## Позиция
Несмотря на то что участники группы были сторонниками футуризма, направленность журнала «Творчество» и реалии жизни (Гражданская война, послереволюционные перемены) сделали их более обращёнными к социальной проблематике, чем было у футуристов до революции. Во многом они ориентировались на творчество Владимира Маяковского. По словам Ольги Петровской, неправильно считать «Творчество» сугубо футуристической группой: её участники стремились рассказать тем, кто приходил на доклады, об ответственности художника, о его участии в общепролетарском деле.
Фактически члены «Творчества» предвосхитили подход «Левого фронта искусств», пропагандируя пристальное внимание искусства к реальности, производственной тематике, переустройству быта, материальной культуре.
Отношение членов «Творчества» к искусству было обозначено в манифесте, декларации инициативной группы по организации Мастерских искусствостроения, принятой в сентябре 1921 года.
Общий революционный сдвиг современья диктует расширение и напряжение деятельности широких масс в области искусства... Художественный процесс должен стать всеобщим, активность работников искусства должна рассматриваться в творческой восприимчивости массы.
По словам жены Николая Асеева Ксении Асеевой (Синяковой), восприятие нового искусства, которое пропагандировало «Творчество», в Чите было неоднозначным: «У нас было много противников, держащихся за всё старое; молодое искусство им было недоступно. Но к нам пришли и приверженцы нового — молодые, свежие силы».

## Галерея участников

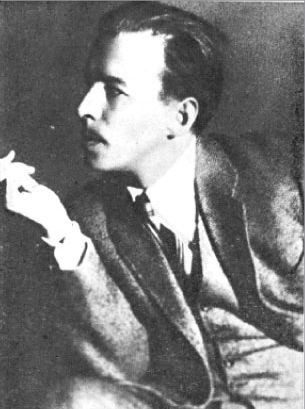
Николай Асеев (1889—1963)
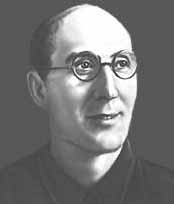
Сергей Третьяков (1892—1937)
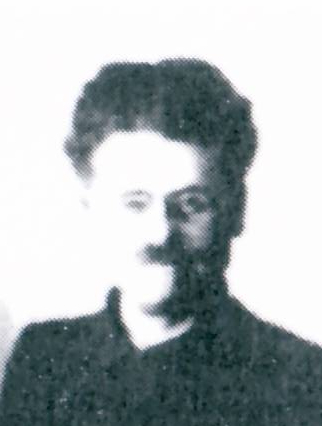
Николай Чужак (1876—1937)
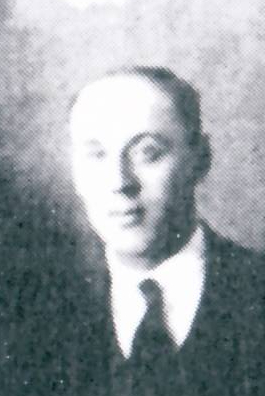
Пётр Незнамов (1889—1941)
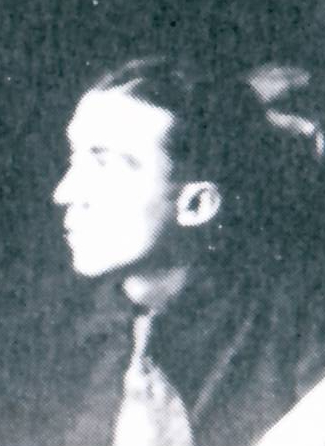
Владимир Силлов (1901—1930)
Ольга Петровская (1902—1988)
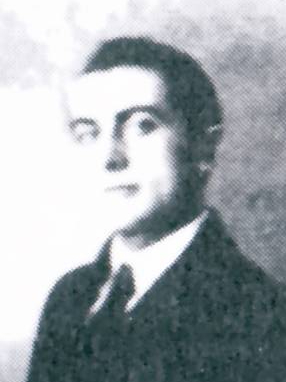
Михаил Аветов (1895—1972)
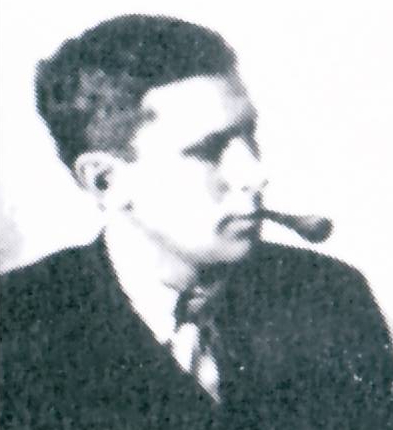
Виктор Пальмов (1888—1929)